# 劉辟彊 (宗正)
劉辟彊（前164年—前85年），汉朝大臣，字少卿，刘邦之弟楚元王刘交之孙、红懿侯刘富之子。
劉辟彊喜欢读《诗经》，能写好文章。汉武帝时，以宗室随二千石论议，在诸宗室居首。清静少欲，每每以书自娱，不肯出仕。汉昭帝即位，有人劝大将军霍光，重用宗室，避免诸吕的下场。霍光委用刘辟强的儿子刘德，又得知劉辟彊健在，遂拜劉辟彊为光禄大夫，守长乐卫尉。劉辟彊官至宗正，在宗正任上数月而卒。子劉德、孙刘向、曾孙刘歆并知名。

## 延伸阅读
[在维基数据编辑]
 《漢書·卷036》，出自班固《漢書》